# Talita Ribeiro
Talita Imaculada da Silva, mais conhecida por Talita Ribeiro (São José dos Campos, 8 de dezembro de 1983) é uma cantora e interprete da Música Popular Brasileira.

## Biografia
Nasceu no interior de São Paulo em São José dos Campos, criada e crescida em Brasópolis, Minas Gerais, teve a sua formação como cantora desde a infância, quando cantava no coral da Igreja músicas sacras.
Ainda quando era pequena, já trazia a doçura de lindas melodias influenciada pelas canções sacras que ouvia em sua casa e canções de compositores como Milton Nascimento, Fernando Brant, Toninho Horta, entres outros.
Em Novembro de 2009, ela lançou o seu primeiro CD solo, intitulado O Amor, com 12 faixas inéditas, das quais 4 são de sua autoria.

## Discografia

### Álbuns de estúdio
- O Amor (álbum de Talita Ribeiro) (2009)[4]

## Educação
Estudou na Universidade de São Paulo (USP) em 2001, formou-se de 2008 a 2009 em Ciência da Computação e Informática.